# NK Mladost Črnkovci
NK Mladost je nogometni klub iz Črnkovaca u općini Marijanci, a nedaleko Donjeg Miholjca u Osječko-baranjskoj županiji.
NK Mladost je član Nogometnog središta Donji Miholjac, te Županijskog nogometnog saveza Osječko-baranjske županije.
U klubu treniraju dvije kategorije: pioniri i seniori.
Pioniri se natječu u Ligi mladeži – pioniri pri NS Donji Miholjac, a seniori u 2. ŽNL Osječko-baranjskoj D. Miholjac. Klub je osnovan 1948. Kluba nakon što je tri godine uzastopno uzeo naslov prvaka 2. ŽNL NS D. Miholjac, ne uspijeva kroz kvalifikacije ući u 1. ŽNL. 2023. godine bolja je bila ekipa NK Omladinac Vukojevci, 2024. NK Šokadija Strizivojna, a 2025. NK FEŠK Feričanci.

## Uspjesi kluba
- 2009./10. prvaci 2. ŽNL Osječko-baranjske NS Valpovo – D. Miholjac.
- 2022./23. – prvaci 2. ŽNL Osječko-baranjske D. Miholjac.
- 2023./24. – prvaci 2. ŽNL Osječko-baranjske D. Miholjac.
- 2024./25. – prvaci 2. ŽNL Osječko-baranjske D. Miholjac.

## Vanjska poveznice
- http://www.marijanci.hr/